# Dreiländergalerie
Die Dreiländergalerie ist ein Einkaufszentrum in der baden-württembergischen Stadt Weil am Rhein. Das siebengeschossige Bauwerk wurde von 2018 bis 2022 erbaut und am 29. September 2022 eröffnet, die Gestaltung oblag dem Büro Chapman Taylor.

## Lage
Die Dreiländergalerie, so benannt wegen ihrer Lage im Dreiländereck Schweiz, Frankreich, Deutschland, liegt visuell an der sogenannten Hangkante in Weil am Rhein exponiert östlich gegenüber dem Bahnhof Weil am Rhein. Der Standort liegt am westlichen Zentrumsrand von Weil am Rhein. Zwischen Bahnhof und Dreiländergalerie verläuft die B3, unmittelbar südlich befindet sich die Wendeschleife und die Endhaltestelle Weil am Rhein Bahnhof/Zentrum der Basler Tramlinie 8.

## Geschichte
Nach einer europaweiten Ausschreibung 2013, ein Grundstück am Europaplatz mit einem Dienstleistungs- und Einzelhandelszentrum zu finden, wurde im Jahr 2015 über einen Bürgerentscheid für den Bau der Dreiländergalerie abgestimmt. So markierte der Spatenstich am 15. November 2018 den Baubeginn des Einkaufszentrums. Nach der angepeilten Eröffnung zunächst für Herbst 2020 wurde der Termin auf September 2022 verschoben.

## Beschreibung
Die Ausdehnung des Grundstücks beträgt etwa 190 Meter in Nord-Süd- und zwischen 54 und 92 Meter in Ost-West-Richtung. Die Dreiländergalerie besteht aus zwei in den Obergeschossen miteinander verbundenen Gebäuden. Zur Hauptstraße und Innenstadt gerichtet orientiert ist der Eingangsturm, der den öffentlichen Platz neu gestaltet und gleichzeitig die Wendeschleife der Straßenbahn-Endhaltestelle am Europaplatz überdacht. Hier befindet sich auch der Haupteingang des Einkaufszentrums. Ein weiterer Eingang ist an der Müllheimer Straße gegenüber dem Kaufhaus Kaufring gelegen. Der Gebäudekomplex verfügt über drei Stockwerke und ein Parkhaus für 548 PKW.
Für die Fassade des Bauwerks wurde eine fließende Form der Hülle entwickelt, deren eigene Plastizität sich ins Innere fortsetzt. Die Fassade selbst besteht aus einer vorgehängten, hinterlüfteten Metallschicht mit unterschiedlichen Lochungsanteilen.

## Rezeption
Schon kurz vor dem Eröffnung erfuhr die Dreiländergalerie in der grenzüberschreitenden Region ein großes Presseecho mit Lob und Kritik.